# Liatongus sjostedti
Liatongus sjostedti är en skalbaggsart som beskrevs av Felsche 1904. Liatongus sjostedti ingår i släktet Liatongus och familjen bladhorningar. Inga underarter finns listade i Catalogue of Life.